# Rektorsområde
Rektorsområde är ett begrepp som i Sverige används för de skolor med sina upptagningsområden som har samma rektor som gemensam skolchef. Ett rektorsområde kan omfatta en eller flera skolor. Före friskolereformen var rektorsområde liktydigt med en indelning av kommuner i upptagningsområden av de boende till olika skolor, medan med friskolor har denna koppling mellan boende och skola försvagats.